# Hans Lammers
Hans Heinrich Lammers (27 de maio de 1879 - 4 de janeiro de 1962) foi um jurista alemão e proeminente político nazista. De 1933 a 1945, ele serviu como Chefe da Chancelaria do Reich sob o comando de Adolf Hitler. Durante o Julgamento dos Ministérios de 1948–1949, Lammers foi considerado culpado de crimes contra a paz, crimes de guerra, crimes contra a humanidade e participação em organização criminosa. Ele foi condenado a 20 anos de prisão.

## Biografia
Nascido em Lublinitz (atual Lubliniec, Polônia) na Alta Silésia, filho de um veterinário, Lammers concluiu a faculdade de direito nas universidades de Breslávia (Wrocław) e Heidelberg, obteve seu doutorado em 1904 e foi nomeado juiz do Amtsgericht (tribunal distrital) de Beuthen (Bytom) em 1912. Durante a Primeira Guerra Mundial, como voluntário e oficial do Exército Alemão, recebeu a Cruz de Ferro, Primeira e Segunda Classe. Após a Primeira Guerra Mundial, ele se juntou ao conservador Partido Nacional do Povo Alemão (DNVP) e retomou sua carreira como advogado, alcançando em 1922 o cargo de subsecretário do Ministério do Interior do Reich. 

## Carreira Nazista

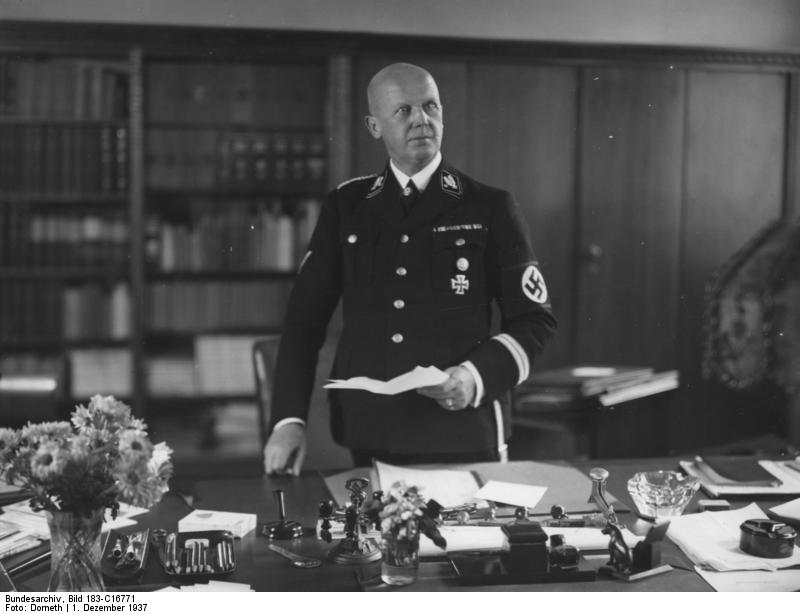
Dr. Hans Heinrich Lammers (1937)

Em 1932, Hans Heinrich Lammers ingressou no Partido Nazista e alcançou rápidas promoções: foi nomeado chefe do departamento de polícia e, após a tomada do poder pelos nazistas em 1933, Secretário de Estado e Chefe da Chancelaria do Reich.  Por recomendação do Reichsminister do Interior, Wilhelm Frick, ele se tornou o centro de comunicações e principal consultor jurídico de todos os departamentos governamentais. Em outubro de 1933, foi nomeado membro da Academia de Direito Alemão de Hans Frank.  Seu posto como Chefe da Chancelaria do Reich no Gabinete de Hitler foi elevado ao posto de ministério em 26 de novembro de 1937 e Lammers tornou-se Reichsminister und Chef der Reichskanzlei (Reichsminister e Chefe da Chancelaria do Reich).
Em 30 de agosto de 1939, imediatamente antes da eclosão da Segunda Guerra Mundial, Lammers foi nomeado por Hitler para o Conselho de Ministros de Defesa do Reich, composto por seis pessoas, que foi criado para operar como um "gabinete de guerra".  Nessa posição, ele foi capaz de revisar todos os documentos pertinentes relativos à segurança nacional e à política interna antes mesmo de serem encaminhados a Hitler pessoalmente. O historiador Martin Kitchen explica que a centralização do poder concedida à Chancelaria do Reich e, portanto, à sua chefia, fez com que Lammers se tornasse "um dos homens mais importantes da Alemanha Nazista".  Do ponto de vista da maioria dos oficiais do governo, Lammers parecia falar em nome de Hitler, a autoridade máxima dentro do Reich. Lammers também foi um dos primeiros funcionários a assinar a correspondência do governo com "Heil Hitler", que se tornou uma saudação necessária para funcionários públicos e eventualmente tão onipresente que não usá-la foi considerada um "sinal aberto de dissidência", que poderia chamar a atenção de a Gestapo.  Em 1940, Lammers também foi promovido a SS-Obergruppenführer honorário. 
A partir de janeiro de 1943, Lammers serviu como presidente do gabinete quando Hitler estava ausente de suas reuniões. Junto com Martin Bormann, ele controlava cada vez mais o acesso a Hitler. No início de 1943, a guerra produziu uma crise trabalhista para o regime. Hitler concordou com a criação de um comitê de três homens com representantes do estado, do exército e do partido em uma tentativa de centralizar o controle da economia de guerra e da frente doméstica. Os membros do comitê eram Lammers (Chefe da Chancelaria do Reich), Marechal de Campo Wilhelm Keitel, chefe do Oberkommando der Wehrmacht (Alto Comando das Forças Armadas; OKW), e Bormann, que controlava o Partido.  Hitler parecia estar de acordo com essa proposta, uma vez que nenhum deles representava uma ameaça à sua liderança ou discordaria dele.  O comitê pretendia propor medidas de forma independente, independentemente dos desejos de vários ministérios, com Hitler reservando a maioria das decisões finais para si mesmo. O comitê, logo conhecido como Dreierausschuß (Comitê dos Três), reuniu-se onze vezes entre janeiro e agosto de 1943. No entanto, encontrou resistência dos ministros do gabinete de Hitler, que chefiavam esferas de influência profundamente entrincheiradas e foram excluídos do comitê. Vendo isso como uma ameaça ao seu poder, Joseph Goebbels, Albert Speer, Hermann Göring e Heinrich Himmler trabalharam juntos para derrubá-lo. O resultado foi que nada mudou, e o Comitê de Três caiu na irrelevância. 
Com o tempo, Lammers perdeu poder e influência devido à crescente irrelevância de sua posição devido à guerra e como consequência da crescente influência de Martin Bormann sobre Hitler. 

### 1945
Em abril de 1945, Lammers foi preso pelas tropas da SS durante os últimos dias do regime nazista, em conexão com a revolta em torno de Hermann Göring. Em 23 de abril, enquanto os soviéticos apertavam o cerco de Berlim, Göring consultou o general da Luftwaffe Karl Koller e Lammers. Todos concordaram que Göring era o sucessor designado de Hitler e deveria atuar como seu vice se Hitler ficasse incapacitado.  Göring concluiu que, ao permanecer em Berlim para enfrentar a morte certa, Hitler havia se incapacitado de governar.  Agindo sobre o assunto, Göring enviou um telegrama de Berchtesgaden, Baviera, argumentando que, uma vez que Hitler foi isolado em Berlim, Göring deveria assumir a liderança da Alemanha. Göring estabeleceu um limite de tempo de 22:00 naquela noite (23 de abril), quando consideraria Hitler incapacitado. O telegrama foi interceptado por Bormann, que convenceu Hitler de que Göring era um traidor e que o telegrama era uma exigência de renúncia ou seria derrubado. Hitler respondeu com raiva e ordenou que as tropas SS prendessem Göring. Logo depois, Hitler removeu Göring de todos os seus escritórios e ordenou que Göring, sua equipe e Lammers fossem colocados em prisão domiciliar em Obersalzberg.   Lammers foi feito prisioneiro pelas forças americanas,  mas, enquanto isso, sua esposa, Elfriede (nascida Tepel), cometeu suicídio perto de Obersalzberg (o local do refúgio de Hitler na montanha) no início de maio de 1945, assim como sua filha, Ilse, dois dias depois. 

### Pós-guerra

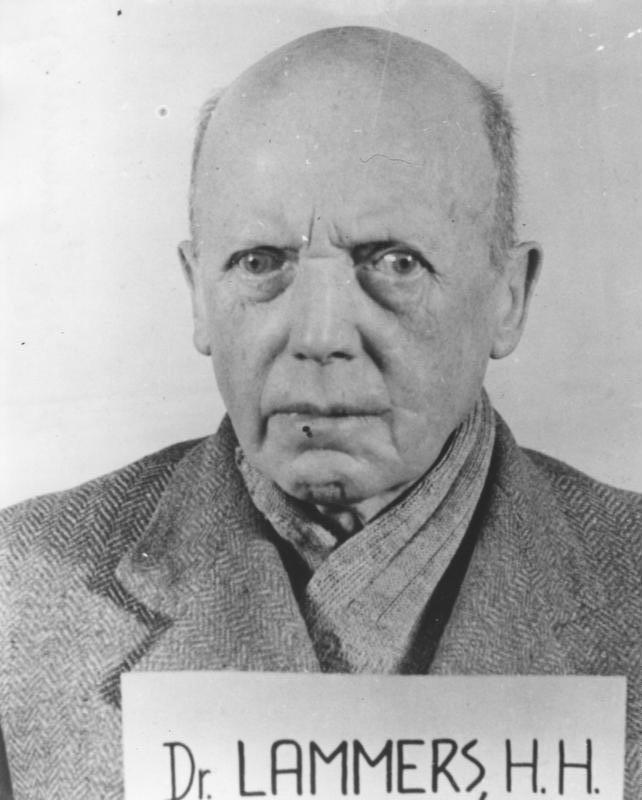
Lammers em 1947 enfrentando julgamento por crimes contra a humanidade

Após a conclusão da guerra, Lammers forneceu aos interrogadores aliados algumas percepções sobre a natureza da hierarquia do Terceiro Reich. A mitologia do pós-guerra era tal que muitos estavam convencidos de que Hitler havia banido completamente os oficiais aristocráticos sob seu comando, mas a verdade era um pouco diferente.  Lammers relatou aos Aliados que chefões nazistas e oficiais de alto escalão da Wehrmacht receberam presentes luxuosos, pacotes de indenização, propriedades expropriadas e enormes prêmios em dinheiro. Destinatários de tais benefícios incluíram os generais Heinz Guderian, Paul Ludwig Ewald von Kleist, Wilhelm Ritter von Leeb, Gerd von Rundstedt e um dos principais arquitetos do Holocausto, Reinhard Heydrich. 

## Julgamento, condenação e morte
Em abril de 1946, Lammers foi testemunha de defesa no julgamento perante o Tribunal Militar Internacional em Nuremberg. A partir de abril de 1949, ele estava no banco dos réus como um dos réus no Julgamento dos Ministérios, um dos julgamentos subsequentes de Nuremberg, e foi condenado e sentenciado a 20 anos de prisão. A sentença foi posteriormente comutada para 10 anos pelo alto-comissário dos Estados Unidos John J. McCloy, e ele foi libertado da prisão de Landsberg em janeiro de 1951.   Lammers morreu em 4 de janeiro de 1962 em Düsseldorf e foi enterrado em Berchtesgaden, no mesmo terreno em que estavam sua esposa e filha. 

## Galeria

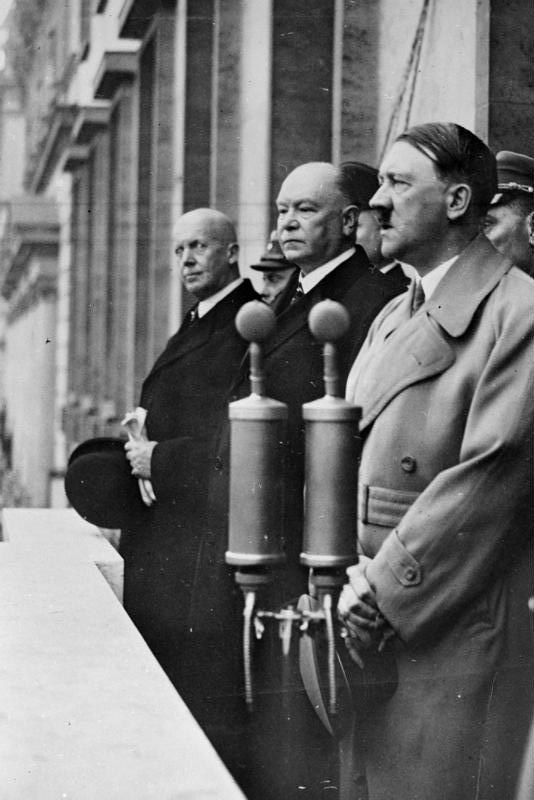
Adolf Hitler discursa da varanda da Chancelaria do Reich para 15.000 trabalhadores ferroviários. Da esquerda para a direita: Secretário de Estado Hans-Heinrich Lammers, Ministro dos Transportes do Reich, Julius Dorpmüller e o chanceler Adolf Hitler.
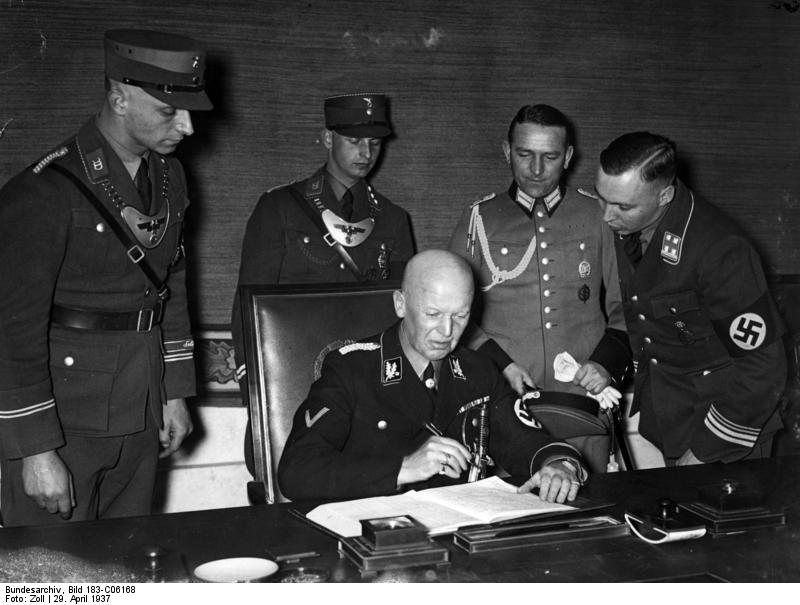
Ao meio-dia de hoje, o secretário de Estado Lammers e seu ajudante, o capitão Decker, assinaram o ato de ação de graças da liderança da nação no Standard Hall da Supreme SA. Foto Alfândega, 29 de abril de 1937
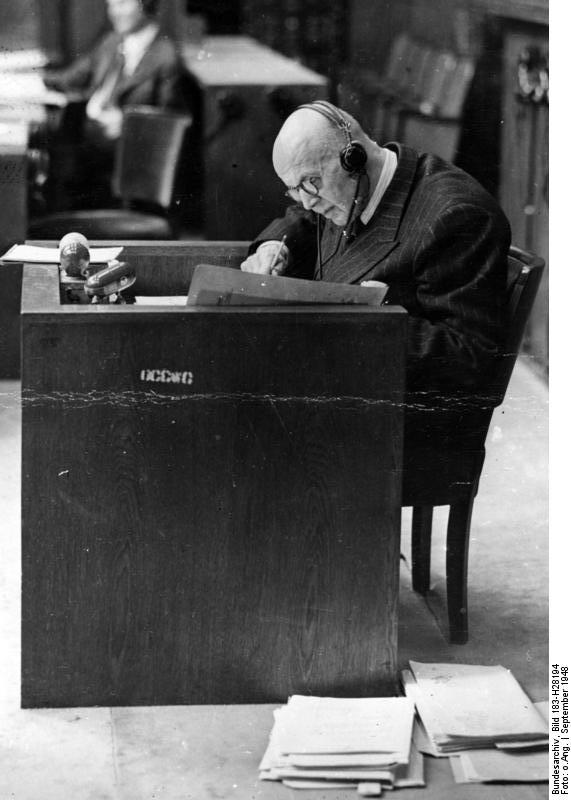
15 de setembro de 1948, Julgamento de Nuremberg
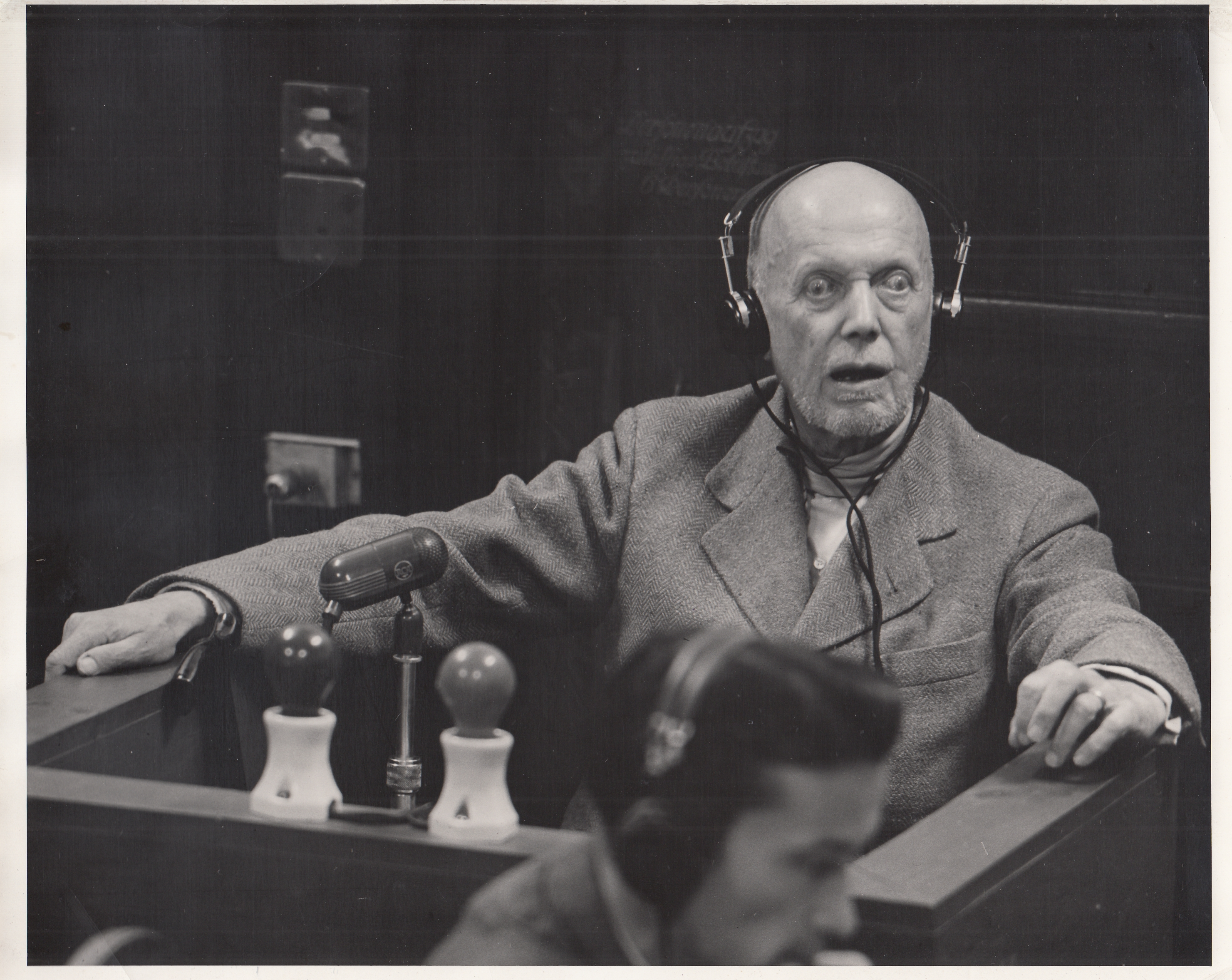
Lammers testemunha no Julgamento dos Ministérios
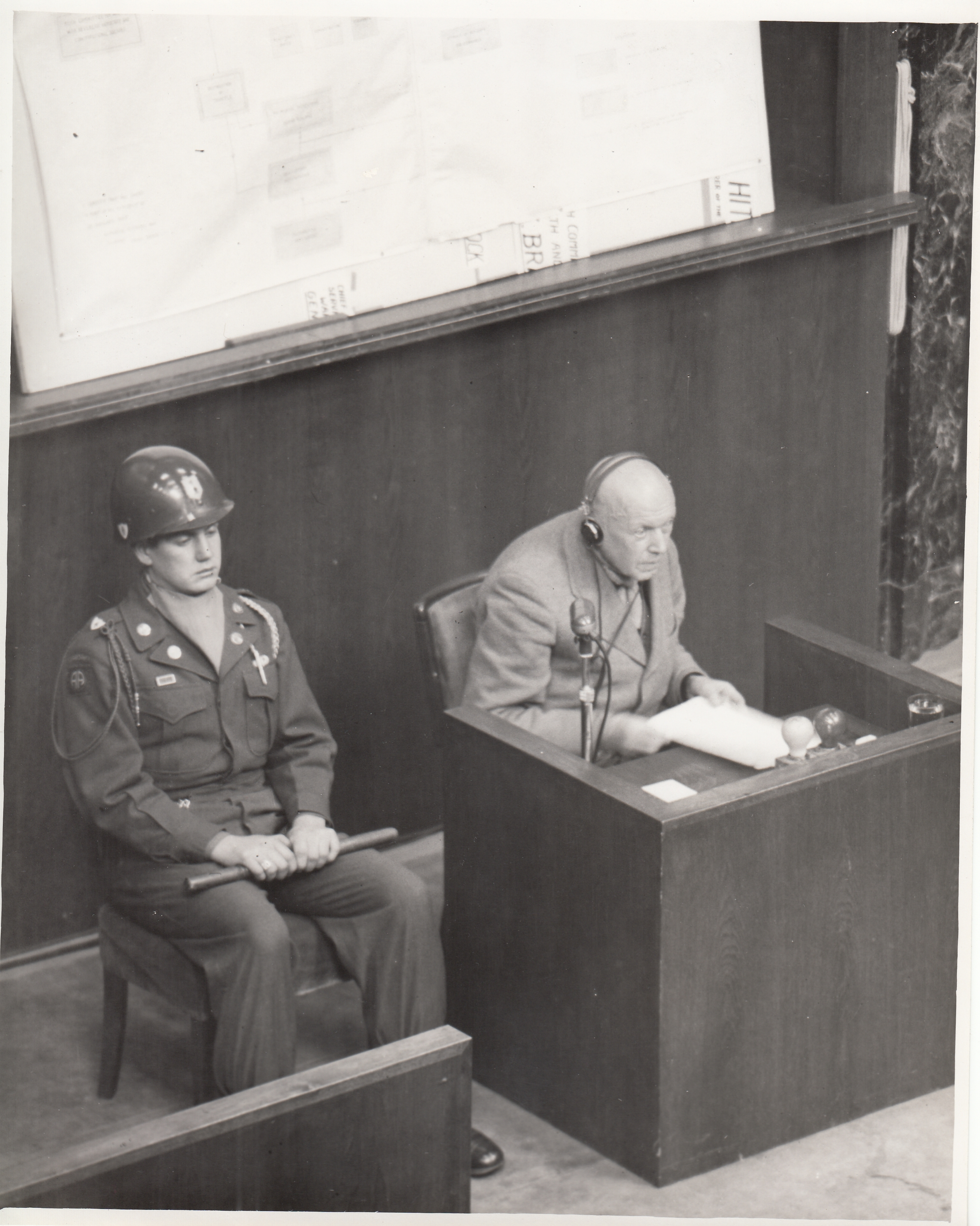
Lammers testemunhando para o réu Karl Brandt durante o Julgamento dos Médicos